# Heinz-Joachim Peters
Heinz-Joachim Peters (* 16. Dezember 1950 in Beckum, Westfalen) ist ein deutscher Rechtswissenschaftler. Von 1981 bis 2021 war er Professor für Rechts- und Kommunalwissenschaften an der Hochschule Kehl.

## Leben
Peters belegte von 1970 bis 1975 ein Studium der Rechtswissenschaften an der Uni Bielefeld und Münster. Er promovierte zum Thema Umweltverträglichkeitsprüfung. Von 1976 bis 1978 war er Referendar am Landgericht Konstanz, danach von 1978 bis 1981 Amtsleiter am Landratsamt Ortenaukreis für Baurecht, Naturschutz und Straßenverkehr.
Peters war von 1981 bis zu seiner Pensionierung im Jahr 2021 Professor an der Hochschule Kehl. Im Rahmen seiner Lehr- und Forschungstätigkeit absolvierte Peters 1988 ein Praxissemester beim Umweltbundesamt in Berlin. 1997 war er für kurze Zeit beim Umweltbürgermeister der Stadt Freiburg i.Br. im Praxiseinsatz. Außerdem war er Dozent an der Fernuniversität Hagen.

## Wirken
Die Lehrtätigkeit von Peters umfasst die Bereiche Europarecht, Staatsrecht, Verwaltungsrecht, Baurecht und Umweltrecht.
Peters kann über 120 Veröffentlichungen in Fachzeitschriften, Gesetzeskommentaren und Lehrbüchern vorweisen. In der Deutschen Nationalbibliothek sind 17 Publikationen verzeichnet.
Zu seinem 70. Geburtstag wurde Peters mit einer Festschrift geehrt, an der 30 Wissenschaftler verschiedener Fachrichtungen beteiligt waren.

## Schriften (Auswahl)
- Heinz-Joachim Peters: Demonstration am Bauzaun, in: apf (Ausbildung, Prüfung, Fachpraxis), Heft 6/2013, ISSN 1867-7002, S. 71–72.
- Heinz-Joachim Peters: Nachhaltigkeit durch Umweltplanungsrecht, in: Jürgem Kegelmann/Kay-Uwe Martens (Hrsg.), Kommunale Nachhaltigkeit : Jubiläumsband zum 40-jährigen Bestehen der Hochschule Kehl und des Ortenaukreises, Nomos-Verlag, Baden-Baden 2013, ISBN 978-3-8487-0176-6, S. 78–90.
- Heinz-Joachim Peters (mit Stefan Stehle): Streit um die Behindertentoilette, in: apf (Ausbildung, Prüfung, Fachpraxis), Heft 8/2013, ISSN 1867-7002, S. 242–247.